# 印拉希爾
在英國作家托爾金的奇幻小說《魔戒》裡，印拉希爾（Imrahil）是第二十二任多爾安羅斯親王。

## 文學生平
印拉希爾是親王艾德拉希爾二世的兒子，生於第三紀元2955年。他有兩名姐姐，分別是大姐愛芙瑞妮爾（生於第三紀元2947年）及二姐芬朵拉斯。
第三紀元3019年3月9日，正值魔戒聖戰時期，印拉希爾率領天鵝騎士及700名武裝戰士向米那斯提力斯增援，並出擊搶救剛鐸攝政王迪耐瑟二世之子法拉墨，作為後軍援護從奧斯吉力亞斯越過帕蘭諾平原奔襲而來的索倫軍隊，甘道夫亦隨同出擊，趕走戒靈。印拉希爾的騎士救了被哈拉德林人重創的法拉墨，印拉希爾將他放在自己的座騎上，帶返城內。印拉希爾協助甘道夫在城內防守，因為迪耐瑟二世已陷入瘋狂，無法履行防務。
3月15日，印拉希爾對洛汗國王希優頓的遺體敬禮，他還注意到洛汗人扛著伊歐玟的身體，因而發現她還在生，馬上將她送入城裡救治。
不久後，伊歐墨陷入苦戰，印拉希爾前往救援。亞拉岡乘著昂巴海盜的黑船抵達，使戰況逆轉。帕蘭諾平原被清理後，亞拉岡、伊歐墨及印拉希爾返回米那斯提力斯，印拉希爾承認亞拉岡是正統的王位繼承人，他認為亞拉岡不擅自入城的決定是明智的，因為迪耐瑟二世為人意志堅強而自傲，及後發現迪耐瑟二世去世及法拉墨垂死，便提議傳召亞拉岡，因為王之手是良藥。亞拉岡治癒了重傷的法拉墨、伊歐玟及梅里，又宣佈米那斯提力斯暫時由印拉希爾管治，直至法拉墨蘇醒（當勒苟拉斯看見印拉希爾的時候，馬上便知道印拉希爾擁有精靈血統）。
西方領袖正在討論，甘道夫建議進軍黑門，以分散索倫對佛羅多的注意。印拉希爾表態，願意跟隨亞拉岡，但建議在米那斯提力斯留守少量部隊。到最後，約7000人會進軍黑門，印拉希爾放聲大笑：
「這一定是剛鐸歷史上規模最大的玩笑：我們只率領僅僅七千兵馬，而這只不過是剛鐸全盛時期部隊前鋒的數量。而我們竟然要攻打固若金湯的魔王基地！這樣就好像小孩子拿著木刀木槍，威脅全副武裝的騎士一樣！」（《魔戒三部曲：王者再臨》：最後的爭論）
西方部隊遂於3月18日離開米那斯提力斯，經米那斯魔窟而轉向北，在印拉希爾的建議下，傳令官沿路宣佈伊力薩王的來臨。當索倫軍隊從黑門出擊時，印拉希爾與他的戰士站在前線，在黑門之戰裡一直戰鬥，直至至尊魔戒被摧毀。
印拉希爾參與可麥倫平原的凱旋慶典以及亞拉岡的加冕禮，陪同希優頓的出殯行列。8月10日，希優頓落葬，印拉希爾留在伊多拉斯，與伊歐墨成為摯友。第三紀元3021年，伊歐墨迎婜印拉希爾的女兒羅西瑞爾。
魔戒聖戰結束後，印拉希爾及剛鐸攝政王法拉墨成為伊力薩王的首席指揮官。印拉希爾亦是剛鐸大議會的成員，並且是國王的顧問。
第四紀元34年，印拉希爾去世，其長子埃爾菲爾繼其位。
印拉希爾沒有在彼得·傑克遜的電影裡登場。在電影加長版的評述裡，他在早期的劇本裡原本會登場，後來，由於製片人認為在故事後段安插一名新角色並不適合，於是刪去。

### 印拉希爾家族
```
                    
艾德拉希爾

                              |
                 ---------------------------
                 |                         |
 
迪耐瑟二世
 = 
芬朵拉斯
                       
印拉希爾

           |                               |
      -----------           --------------------------------
      |         |           |        |          |          |      
  
波羅莫
         
法拉墨
     埃爾菲爾   埃克里安    安洛索斯  
羅西瑞爾
 = 
伊歐墨
```